# جزایر کارائیب هلند
جزایر کارائیب هلند (به هلندی: Caribisch Nederland) سه آبخوست بونیر، سینت یوستیشس و سابا در دریای کارائیب است، که همچنین این مجموعه با نام بونیر، سینت یوستیشس و سابا (به هلندی: Bonaire, Sint Eustatius en Saba) یا بی‌ای‌اس شناخته می‌شود.
| پرچم           | نام          | پایتخت    | بزرگترین شهر | مساحت (km²) | جمعیت ۱-۱-۲۰۱۰ | تراکم (بر km²) |
| -------------- | ------------ | --------- | ------------ | ----------- | -------------- | -------------- |
| بونیر          | بونیر        | کرالن‌دیک  | کرالن‌دیک     | ۲۸۸         | ۱۳٬۳۸۹         | ۴۶             |
| Sint Eustatius | سینت یوستیشس | اورنیستات | اورنیستات    | ۲۱          | ۲٬۸۸۶          | ۱۳۷            |
| سابا           | سابا         | د باتم    | د باتم       | ۱۳          | ۱٬۷۳۷          | ۱۳۴            |
| کل             | کل           | کل        | کل           | ۳۲۲         | ۱۸٬۰۱۲         | ۵۶             |

## نگارخانه

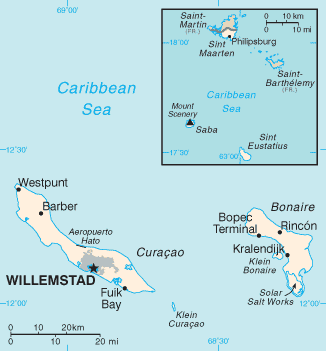